# Albinii
Légende :
♦Patricien, ♦Plébéien, ♦Consulaire, ♦Sénatorial, ♦Équestre
Gens et Liste des gentes romaines
Les Albinii (singulier: Albinius) sont les membres appartenant à la gens romaine plébéienne Albinia.

## Cognomina
Le seul cognomen attesté pour les Albinii durant la République est Paterculus, un diminutif de pater qui pourrait se traduire par « petit père » ou « oncle ». Sous l'Empire, apparaît le cognomen Saturninus.

## Principaux membres

### Sous la République
- Caius Albinius
  - Lucius Albinius Paterculus, fils du précédent, un des premiers tribuns de la plèbe en 493 av. J.-C.[1]
- Lucius Albinius, participe au transfert des prêtres et vestales de Rome à Caere avant l'attaque des Gaulois en 390 av. J.-C.
- Marcus Albinius, peut-être même personne que le précédent, tribun consulaire en 379 av. J.-C.[1]

### Sous l'Empire
- Aulus Albinius, (v.110 - ?)
  - Lucius Albinius Saturninus, (v.140 - ap.v.190), consul suffect vers 175/182, proconsul d'Asie[2]

#### Albiniide Milan
Les Albinii de Mediolanum sont enregistrer dans la tribu Oufentina.
- Caius Albinius
  - Caius Albinius Mascellio, (v.40/60 - ?), Quatrumvir de Mediolanum;
    - Caius Albinius Optatus, (v.80/100 - ?), duumvir de Mediolanum;
- Quintus (Albinius), (v.100 - ?);
  - Quintus (Albinius), (v.130 - ?);
    - Quintus (Albinius), (v.160 - ?);
      - Quintus Albinius Secundinus Mestrius Aebutius Tullianus, (v.185 - ap.217), chevalier romain[b 1],[b 2];

#### Albiniide Noricum
- Publius Albinius Antonius, aedilis de Claudiae Celciae;
  - Publius Albinius Finitus, questeur de Claudiae Celciae;
    - Publius Albinius Marcianus, questeur[b 3]

  - Publius Albinius Marcellinus, ;

## Pour approfondir